# Hàm ước lượng thống kê
Phương pháp ước lượng trong thống kê học là một quy tắc tính một ước lượng của một đại lượng dựa theo số liệu đã quan sát: như vậy quy tắc này và kết quả của nó là khác nhau. Ở đây đang nói tới ước lượng điểm (khác với ước lượng đoạn).
Hàm ước lượng là một hàm số được sử dụng để đưa ra giá trị của một tham số (parameter) chưa biết, ở dưới dạng một mô hình thống kê.
{\displaystyle \theta \ } là tham số cần ước lượng. {\displaystyle {\widehat {\theta }}} là estimator (quy tắc ước lượng) của {\displaystyle \theta \ }.

## Các tiêu chí
Các thuộc tính sau cần tính tới khi xem xét một hàm ước lượng là tốt hay không:
Sai số
Đối với một mẫu {\displaystyle x\ }, sai số hay độ lệch của hàm ước lượng {\displaystyle {\widehat {\theta }}} được định nghĩa là 
{\displaystyle e(x)={\widehat {\theta }}(x)-\theta ,}
trong đó {\displaystyle \theta \ } là tham số đang được ước lượng.
Sai số bình phương trung bình
Sai số bình phương trung bình của {\displaystyle {\widehat {\theta }}} định nghĩa là trung bình xác suất của bình phương lỗi, hay
{\displaystyle \operatorname {MSE} ({\widehat {\theta }})=\operatorname {E} [({\widehat {\theta }}(X)-\theta )^{2}].}
Độ lệch mẫu
{\displaystyle d(x)={\widehat {\theta }}(x)-\operatorname {E} ({\widehat {\theta }}(X))={\widehat {\theta }}(x)-\operatorname {E} ({\widehat {\theta }}),}
Phương sai
{\displaystyle \operatorname {var} ({\widehat {\theta }})=\operatorname {E} [({\widehat {\theta }}-\operatorname {E} ({\widehat {\theta }}))^{2}]}.
Chệch
Chệch của {\displaystyle {\widehat {\theta }}} được định nghĩa là {\displaystyle B({\widehat {\theta }})=\operatorname {E} ({\widehat {\theta }})-\theta }
Không chệch
Một ước lượng {\displaystyle {\widehat {\theta }}} là ước lượng không chệch của {\displaystyle \theta \ } khi và chỉ khi {\displaystyle B({\widehat {\theta }})=0}.
Các thuộc tính quan trọng
Các thuộc tính rất quan trọng khác cần cân nhắc gồm:
Tính thống nhất
Khi cỡ mẫu càng tăng thì xác suất hàm ước lượng gần với tham số cần ước tính cũng tăng theo.
{\displaystyle \lim _{n\to \infty }\Pr \left\{\left|t_{n}-\theta \right|<\epsilon \right\}=1.}
Tính chuẩn tắc tiệm cận
Một hàm ước lượng (trước hết phải có tính vững) được xem là có tính chuẩn tắc tiệm cận nếu xác suất phân phối của nó quanh giá trị thực của tham số cần tính ngày càng trở nên gần với phân phối chuẩn khi cỡ mẫu tăng.
{\displaystyle {\sqrt {n}}(t_{n}-\theta ){\xrightarrow {D}}N(0,V),}
Tính hiệu quả
Tính vững

## Ví dụ về hàm ước lượng thống kê
Bình phương tối thiểu (OLS) là một loại hàm ước lượng đơn giản nhất.